# Viscum acaciae
Viscum acaciae är en sandelträdsväxtart som beskrevs av Danser. Viscum acaciae ingår i släktet mistlar, och familjen sandelträdsväxter. Inga underarter finns listade i Catalogue of Life.